# WCW World Heavyweight Championship
Die WCW World Heavyweight Championship (zu deutsch WCW Weltmeisterschaft im Schwergewicht) war ein Wrestling-Titel der ursprünglich bei World Championship Wrestling (WCW) und später in der World Wrestling Federation (WWF) verteidigt wurde. Es war der ursprüngliche Weltmeistertitel der WCW, der aus der NWA World Heavyweight Championship hervorging.
Nach der Übernahme der WCW durch die WWF im März 2001 wurde die Meisterschaft zu einem von zwei Welt-Schwergewichtstitel der WWF, wobei der Name in WCW Championship und im November schließlich in World Championship abgekürzt wurde. Der Titel ergänzte die damalige WWF Championship, bis im Dezember beide Titel vereint wurden, um die Undisputed WWF Championship zu schaffen. Der Undisputed Titel behielt die Abstammung der WWF Championship bei und die World Championship wurde eingestellt.
Ric Flair war der erste der WCW Champion, Chris Jericho der letzte. Der Titel war der zweite von sechs Titeln, die durch den historischen Big Gold Belt repräsentiert wurden, der erstmals 1986 eingeführt wurde.

## Geschichte

### Ursprung und Einführung
Jim Crockett Promotions (JCP) nutzten die NWA World Heavyweight Championship als ihr Welt-Schwergewichtstitel, denn Anfang 1985 kontrollierte die JCP viele Gebiete der National Wrestling Alliance (NWA) und versuchte, landesweit zu agieren, wodurch Titelmatche auf Wrestler beschränkt wurden, die bei JCP unter Vertrag standen. Die „Big Gold Belt“-Version des Titels wurde am 14. Februar 1986 eingeführt und ersetzte den „Ten Pounds of Gold“-Gürtel. Am 21. November 1988 wurde die größte Promotion der NWA, JCP, von Ted Turner gekauft und in World Championship Wrestling (WCW) umbenannt. WCW nutzte weiterhin die NWA Championship als Welt-Schwergewichtstitel. Die WCW World Heavyweight Championship wurde 1991 eingeführt, als die Meisterschaft im Jahr 1991 dem damaligen NWA World Heavyweight Champion Ric Flair verliehen wurde. Die neue Meisterschaft wurde zunächst nicht durch einen eigenen Titelgürtel repräsentiert, da die WCW weiterhin den Big Gold Belt, der die NWA World Heavyweight Championship repräsentierte, nutzte. Aus diesem Grund beanspruchte die WCW regelmäßig die NWA World Heavyweight Championship Abstammungslinie für ihre eigene Meisterschaft. 

### Separate Meisterschaft
Am 1. Juli 1991 wechselte Ric Flair zur World Wrestling Federation (WWF). Doch als Flair ging, nahm er den Big Gold Belt, der die NWA- und WCW-Welt-Schwergewichtstitel repräsentierte, mit zur WWF und bezeichnete sich selbst als „Real World Champion“, da die WCW die 25.000 US-Dollar, die Flair als Pfandgeld für den Titelgürtel hinterlegt hatte, nicht zurückzahlte.  Am 1. Juli 1991 wurden ihm der WCW Titel aberkannt und die WCW war daraufhin gezwungen für die WCW World Heavyweight Championship einen eigenen Titelgürtel zu erschaffen. Erster Träger des neuen Titelgürtels war Lex Luger. Am 8. September 1991 wurden ihm auch der NWA Titel aberkannt. Die WCW verklagte Flair wegen der Benutzung des Big Gold Belt bei der Konkurrenzliga WWF. Später wurde eine außergerichtliche Einigung erzielt und die WCW kaufte den Titel für 38.000 US-Dollar von Flair zurück. Nachdem Ric Flair am 19. Januar 1992 die WWF World Heavyweight Championship errungen hatte, wurde der Big Gold Belt zurückgegeben.
Am 12. August 1992 wurde der Big Gold Belt wieder für die wiederbelebte NWA World Heavyweight Championship verwendet. Im Februar 1993 kehrte Ric Flair zur WCW zurück. Er besiegte am 18. Juli 1993 Barry Windham, um NWA Champion zu werden. Flair sollte den Titel bei beim Fall Brawl 1993 an Rick Rude verlieren. Nachdem die NWA dagegen Einspruch erhoben hatte, zog sich die WCW aus der NWA zurück. Die NWA erkannte Ric Flair weiterhin als NWA-Champion an und versuchte, mit WCW eine Einigung zu erzielen, damit der Titel vor Jahresende an einen Wrestler der NWA abgegeben wird. Am 15. September brach die Kommunikation zusammen und die NWA versuchte, eine einstweilige Verfügung gegen WCW zu erwirken, um sie daran zu hindern, das geplante Match zwischen Rick Rude und Ric Flair bei Fall Brawl als Titel-Kampf anzukündigen und den Gürtel an sie zurückzugeben. Obwohl WCW es schaffte, den Gürtel zu behalten, wurde der Name NWA von diesem Zeitpunkt an nicht mehr erwähnt und der Titel wurde nur noch als „Big Gold Belt“ oder „WCW International World Heavyweight Championship“ bezeichnet. Der Titel wurde daraufhin von der NWA für vakant erklärt, während WCW Flair weiterhin als Champion anerkannte. Bei Fall Brawl wurde Titelwechsel durchgeführt, jedoch ohne Erwähnung der NWA.
1993 gewann Ric Flair die WCW World Heavyweight Championship von Vader. Die WCW entschied sich, die Titel durch ein Match zwischen dem damaligen Titelträger Ric Flair mit dem damaligen WCW International World Heavyweight Champion Sting zu vereinigen. Am 23. Juni 1994 bei Clash of the Champions XXVII gewann Flair das Match und vereinigte somit beide Titel. Die Unified Championship behielt die Abstammung des WCW Titels bei und der Gürtel, der den WCW Titel repräsentierte, wurde zugunsten der Beibehaltung des Big Gold Belt aufgegeben. Die Vereinigung und die WCW International World Heavyweight Regentschaften werden allerdings nicht offiziell, von der NWA und der WWE, anerkannt.

### Monday Night Wars und Titelvereinigung
Die WCW entwickelte sich zu einem Konkurrenten der WWF. Beide Organisationen gelangten zu großer Berühmtheit und gerieten schließlich in einen Krieg um die Einschaltquoten im Fernsehen, der „Monday Night Wars“ genannt wurde. Gegen Ende des Ratingkrieges begann für WCW ein finanzieller Niedergang, der im März 2001 darin gipfelte, dass der WWF WCW kaufte. Nur vier WCW-Titel blieben aktiv, darunter die WCW World Heavyweight Championship, die fortan WCW Championship genannt wurde. Als die Storyline-Invasion der WCW abgeschlossen und diese offiziell demontiert worden war, wurde der Titel in World Championship umbenannt. Aus diesem Grund gab es jetzt in der WWF zwei Welt-Schwergewichtstitel: die WWF Championship und die World Championship. Die World Championship wurde bei der PPV Veranstaltung Vengeance am 9. Dezember 2001 mit der WWF Championship vereinigt, nachdem Chris Jericho den damaligen World Champion The Rock und danach den damaligen WWF Champion Steve Austin besiegte und somit die beiden Weltschwergewichts Meisterschaften der beiden größten Wrestlings-Promotionen gleichzeitig hielt. Bei der Vereinigung der Titel erbte die Undisputed Championship die Titelgeschichte der WWF Championship, was zur Deaktivierung der World Championship führte.

### Nachfolgertitel
Das Roster der WWE hatte sich, aufgrund des Überflusses an Wrestler durch die Übernahme von WCW, verdoppelt. Infolge der Erhöhung teilte WWE das Roster auf seine beiden Shows Raw und SmackDown auf, wobei jede Show Meisterschaften zugewiesen wurden. Nach diesen Änderungen blieb die Undisputed WWE Championship unabhängig von beiden Shows, da Wrestler beider Shows den Undisputed WWE Champion herausfordern konnten. Nach der Ernennung von Eric Bischoff und Stephanie McMahon zu General Managern von Raw bzw. SmackDown überzeugte McMahon den damaligen Titelträger Brock Lesnar, exklusiv für SmackDown anzutreten. Raw blieb daraufhin ohne einen Weltschwergewichts-Titel. Als Reaktion darauf brachte Bischoff am 2. September den Big Gold Belt zurück und erkannte Lesnars Undisputed Status ab. Bischoff erklärte, das Lesnar sich weigere seinen Titel gegen den Nr. 1-Herausforderer Triple H zu verteidigen und verlieh dann diesem die neu geschaffene World Heavyweight Championship. Obwohl beide Meisterschaften durch denselben Gürtel repräsentiert wurden, trug die neuere Meisterschaft nicht die Abstammung des WCW Titels.

## Liste der Titelträger
| #  | Titelträger         | Nr. | Tage | Datum              | Ort                   | Veranstaltung           | Anmerkung |
| -- | ------------------- | --- | ---- | ------------------ | --------------------- | ----------------------- | --- |
| 1  | Ric Flair           | 1   | 171  | 11. Januar 1991    | East Rutherford, NJ   | Houseshow               | Besiegte Sting um seinen siebten NWA World Heavyweight Championship zu erringen. Nach diesem Titelgewinn erklärte die WCW Flair offiziell zum ersten WCW World Heavyweight Champion. Flairs NWA und WCW Regentschaft wird von der WWE als eine angesehen. |
| —  | Titel vakant        | —   | —    | 1. Juli 1991       | —                     | —                       | Flair wechselte zur World Wrestling Federation (WWF). Er nahm den Big Gold Belt, der den NWA und WCW Titel repräsentierte, mit zur WWF und bezeichnete sich selbst als „Real World Champion“. Am 1. Juli 1991 wurden ihm der WCW Titel aberkannt. Am 8. September 1991 wurden ihm auch der NWA Titel aberkannt. |
| 2  | Lex Luger           | 1   | 230  | 14. Juli 1991      | Baltimore, MD         | The Great American Bash | Die WCW führte einen eigenen Gürtel für den Titel ein. Besiegte Barry Windham in einem Steel Cage-Match. |
| 3  | Sting               | 1   | 134  | 29. Februar 1992   | Milwaukee, WI         | SuperBrawl II           | [ 5 ] [ 6 ] |
| 4  | Big Van Vader       | 1   | 21   | 12. Juli 1992      | Albany, GA            | The Great American Bash | [ 7 ] [ 8 ] |
| 5  | Ron Simmons         | 1   | 150  | 2. August 1992     | Baltimore, MD         | Houseshow               | Wurde erster afro-amerikanischer Weltschwergewichts-Champion im Wrestling. |
| 6  | Big Van Vader       | 2   | 71   | 30. Dezember 1992  | Baltimore, MD         | Houseshow               | [ 10 ] |
| 7  | Sting               | 2   | 6    | 11. März 1993      | London, England       | Houseshow               | [ 11 ] |
| 8  | Big Van Vader       | 3   | 285  | 17. März 1993      | Dublin, Irland        | Houseshow               | [ 12 ] |
| 9  | Ric Flair           | 2   | 202  | 27. Dezember 1993  | Charlotte, NC         | Starrcade               | Dies war ein Titel vs. Karriere Match. |
| —  | Titel vakant        | —   | —    | 17. April 1994     | Rosemont, IL          | Spring Stampede         | Beim Spring Stampede Event 1994 konnte beim Titelmatch zwischen Flair und Ricky Steamboat kein eindeutiger Sieger ermittelt werden. Was zur Folge hatte, dass der Titel vakant wurde. Flairs Regentschaft wird als ununterbrochen von der WWE angesehen. |
| 10 | Ric Flair           | 3   | 87   | 21. April 1994     | Atlanta, GA           | Saturday Night          | Besiegte Steamboat in einem Rückkampf. Der Titelwechsel wird von der WWE nicht anerkannt. Am 23. Juni 1994 vereinigte Flair die WCW und WCW International World Heavyweight Championship. Die Unified Championship behielt die Abstammung des WCW World Titels bei und der Gürtel, der den WCW Titel repräsentierte, wurde zugunsten der Beibehaltung des Big Gold Belt aufgegeben.                                                                            |
| 11 | Hulk Hogan          | 1   | 469  | 17. Juli 1994      | Orlando, FL           | Bash at the Beach       | Dies war Hogans erstes Match in der WCW. |
| 12 | The Giant           | 1   | 8    | 29. Oktober 1995   | Detroit, MI           | Halloween Havoc         | Das war ein Match ohne Disqualifikation, in dem Giant den Titel durch Hilfe von Jimmy Hart gewann. |
| —  | Titel vakant        | —   | —    | 6. November 1995   | Jacksonville, FL      | Monday Nitro            | Aberkannt nach dem kontroversen Matchende beim Halloween Havoc. |
| 13 | Randy Savage        | 1   | 31   | 26. November 1995  | Norfolk, VA           | World War 3             | Savage gewann ein World War 3-Match. |
| 14 | Ric Flair           | 4   | 26   | 27. Dezember 1995  | Nashville, TN         | Starrcade               | [ 23 ] [ 24 ] |
| 15 | Randy Savage        | 2   | 20   | 22. Januar 1996    | Las Vegas, NV         | Monday Nitro            | [ 25 ] |
| 16 | Ric Flair           | 5   | 71   | 11. Februar 1996   | Saint Petersburg, FL  | SuperBrawl VI           | Flair gewann ein Steel Cage-Match. |
| 17 | The Giant           | 2   | 110  | 22. April 1996     | Albany, GA            | Houseshow               | [ 28 ] |
| 18 | Hollywood Hogan     | 2   | 359  | 10. August 1996    | Sturgis, SD           | Hog Wild                | [ 29 ] [ 30 ] |
| 19 | Lex Luger           | 2   | 5    | 4. August 1997     | Auburn Hills, MI      | Monday Nitro            | [ 31 ] |
| 20 | Hollywood Hogan     | 3   | 141  | 9. August 1997     | Sturgis, SD           | Road Wild               | [ 32 ] [ 33 ] |
| 21 | Sting               | 3   | 11   | 28. Dezember 1997  | Washington, D.C.      | Starrcade               | Hogan machte den ersten Pin, doch der Gastreferee Bret Hart warf dem Referee Nick Patrick vor, zu schnell gezählt zu haben und startete das Match neu. Sting gewann das neu gestartete Match durch Aufgabe. |
| —  | Titel vakant        | —   | —    | 6. Januar 1998     | Daytona Beach, FL     | Thunder                 | Ausgestrahlt am 8. Januar 1998. Titel wurde aufgrund des kontroversen Titelmatches bei Starrcade für vakant erklärt. |
| 22 | Sting               | 4   | 56   | 22. Februar 1998   | San Francisco, CA     | SuperBrawl VIII         | Besiegte Hogan in einem Rückkampf. |
| 23 | Randy Savage        | 3   | 1    | 19. April 1998     | Denver, CO            | Spring Stampede         | [ 38 ] [ 39 ] |
| 24 | Hollywood Hogan     | 4   | 77   | 20. April 1998     | Colorado Springs, CO  | Monday Nitro            | Dies war ein No Disqualification-Match. |
| 25 | Goldberg            | 1   | 174  | 6. Juli 1998       | Atlanta, GA           | Monday Nitro            | Goldberg war auch gleichzeitig der WCW United States Champion. |
| 26 | Kevin Nash          | 1   | 8    | 27. Dezember 1998  | Washington, D.C.      | Starrcade               | [ 42 ] [ 43 ] |
| 27 | Hollywood Hogan     | 5   | 69   | 4. Januar 1999     | Atlanta, GA           | Monday Nitro            | Nash legte sich auf den Ringboden und ließ sich von Hogan pinnen. Der Vorfall ist auch bekannt als der Fingerpoke of Doom. |
| 28 | Ric Flair           | 6   | 28   | 14. März 1999      | Louisville, KY        | Uncensored              | Flair gewann ein First Blood Steel Cage-Match. |
| 29 | Diamond Dallas Page | 1   | 15   | 11. April 1999     | Tacoma, WA            | Spring Stampede         | Besiegte Flair, Sting und Hollywood Hogan in einem Four-way match. |
| 30 | Sting               | 5   | 0    | 26. April 1999     | Fargo, ND             | Monday Nitro            | [ 49 ] |
| 31 | Diamond Dallas Page | 2   | 13   | 26. April 1999     | Fargo, ND             | Monday Nitro            | Besiegte Sting, Kevin Nash und Goldberg in einem Fatal Four-Way. |
| 32 | Kevin Nash          | 2   | 63   | 9. Mai 1999        | St. Louis, MO         | Slamboree               | [ 51 ] [ 52 ] |
| 33 | Randy Savage        | 4   | 1    | 11. Juli 1999      | Fort Lauderdale, FL   | Bash at the Beach       | Savage und Sid Vicious besiegten Nash und Sting in einem Tag Team Match, indem derjenige, der den Pinfall erzielte, Champion wurde. |
| 34 | Hulk Hogan          | 6   | 62   | 12. Juli 1999      | Jacksonville, FL      | Monday Nitro            | [ 54 ] |
| 35 | Sting               | 6   | 43   | 12. September 1999 | Winston-Salem, NC     | Fall Brawl              | [ 55 ] [ 56 ] |
| —  | Titel vakant        | —   | —    | 25. Oktober 1999   | Phoenix, AZ           | Monday Nitro            | Sting wurde der Titel aberkannt, nachdem er einen Schiedsrichter attackierte. |
| 36 | Bret Hart           | 1   | 29   | 21. November 1999  | Toronto, Kanada       | Mayhem                  | Besiegte Chris Benoit in einem Turnierfinale. |
| —  | Titel vakant        | —   | —    | 20. Dezember 1999  | Baltimore, MD         | Monday Nitro            | Hart erklärte den Titel für vakant nach einem kontroversen Match mit Goldberg. |
| 37 | Bret Hart           | 2   | 27   | 20. Dezember 1999  | Baltimore, MD         | Monday Nitro            | [ 61 ] |
| —  | Titel vakant        | —   | —    | 16. Januar 2000    | Cincinnati, OH        | Souled Out              | Hart musste den Titel aufgrund einer Verletzung, die seine Karriere beendete, für vakant erklären. |
| 38 | Chris Benoit        | 1   | 1    | 16. Januar 2000    | Cincinnati, OH        | Souled Out              | Besiegte Sid Vicious. |
| —  | Titel vakant        | —   | —    | 17. Januar 2000    | —                     | —                       | Benoit gab den Titel ab, verließ die WCW nach einem Disput mit dem Management und wechselte zur WWF. |
| 39 | Sid Vicious         | 1   | 1    | 24. Januar 2000    | Los Angeles, CA       | Monday Nitro            | Besiegte Kevin Nash. |
| —  | Titel vakant        | —   | —    | 25. Januar 2000    | Las Vegas, NV         | Thunder                 | Titel von WCW-Commissioner Kevin Nash aberkannt. Kevin Nash ernannte sich selbst als Titelträger; dieser Titelwechsel wird von der WCW und der WWE nicht anerkannt. |
| 40 | Sid Vicious         | 2   | 76   | 25. Januar 2000    | Las Vegas, NV         | Thunder                 | [ 67 ] |
| —  | Titel vakant        | —   | —    | 10. April 2000     | Denver, CO            | Monday Nitro            | Alle WCW-Titel wurden für vakant erklärt, nachdem Vince Russo und Eric Bischoff die WCW neu starteten. |
| 41 | Jeff Jarrett        | 1   | 8    | 16. April 2000     | Chicago, IL           | Spring Stampede         | Besiegte Dallas Page in einem Turnierfinale. |
| 42 | Diamond Dallas Page | 3   | 1    | 24. April 2000     | Rochester, NY         | Monday Nitro            | [ 69 ] |
| 43 | David Arquette      | 1   | 12   | 25. April 2000     | Syracuse, NY          | Thunder                 | Gewann in einem Tag Team Match, indem die erste Person, die einen Pinfall erzielte, zum Champion erklärt wurde. Arquette und Page besiegten Jeff Jarrett und Eric Bischoff als Arquette Bischoff pinnte. |
| 44 | Jeff Jarrett        | 2   | 8    | 7. Mai 2000        | Kansas City, MO       | Slamboree               | [ 71 ] |
| 45 | Ric Flair           | 7   | 7    | 15. Mai 2000       | Biloxi, MS            | Monday Nitro            | [ 72 ] |
| —  | Titel vakant        | —   | —    | 22. Mai 2000       | Grand Rapids, MI      | Monday Nitro            | Titel von Vince Russo aberkannt. |
| 46 | Jeff Jarrett        | 3   | 1    | 22. Mai 2000       | Grand Rapids, MI      | Monday Nitro            | Von Vince Russo verliehen. |
| 47 | Kevin Nash          | 3   | 6    | 23. Mai 2000       | Saginaw, MI           | Thunder                 | Besiegte Jarrett und Scott Steiner in einem Triple Threat match |
| 48 | Ric Flair           | 8   | 0    | 29. Mai 2000       | Salt Lake City, UT    | Monday Nitro            | Wurde der Titel von Kevin Nash verliehen. |
| 49 | Jeff Jarrett        | 4   | 41   | 29. Mai 2000       | Salt Lake City, UT    | Monday Nitro            | Jeff Jarrett besiegt Flair noch am Tag von dessen Titelgewinn und wurde selbst Champion. Beim Bash at the Beach am 9. Juli 2000 legte sich Jarrett zu Beginn eines Titelmatches gegen Hulk Hogan kampflos auf den Ringboden, ein verwirrter Hogan führte den Pin aus und verließ mit dem Titel die Halle. Der Titelwechsel fand zwar statt, ist aber seitens der WCW und der WWE nicht offiziell anerkannt, da Vince Russo die Entscheidung rückgängig machte. |
| 50 | Booker T            | 1   | 50   | 9. Juli 2000       | Daytona Beach, FL     | Bash at the Beach       | Vince Russo erkannte Hogans Sieg nicht an und setzte am gleichen Abend Booker T vs. Jeff Jarrett (c) als neues Titelmatch an. |
| 51 | Kevin Nash          | 4   | 20   | 28. August 2000    | Las Cruces, NM        | Monday Nitro            | [ 66 ] |
| 52 | Booker T            | 2   | 8    | 17. September 2000 | Buffalo, NY           | Fall Brawl              | Dies war ein Caged Heat-Match. |
| 53 | Vince Russo         | 1   | 7    | 25. September 2000 | Uniondale, NY         | Monday Nitro            | Dies war ein Steel Cage-Match. |
| —  | Titel vakant        | —   | —    | 2. Oktober 2000    | San Francisco, CA     | Monday Nitro            | Russo entschied, dass er den Titel nicht verteidigen möchte, weil er kein Wrestler ist. |
| 54 | Booker T            | 3   | 55   | 2. Oktober 2000    | San Francisco, CA     | Monday Nitro            | Besiegte Jeff Jarrett in einem San Francisco 49ers-Match. |
| 55 | Scott Steiner       | 1   | 120  | 26. November 2000  | Milwaukee, WI         | Mayhem                  | Dies war ein „Straight Jacket Steel Cage“-Match. |
| 56 | Booker T            | 4   | 120  | 26. März 2001      | Panama City Beach, FL | Monday Nitro            | Gewann den Titel in der letzten Ausgabe von Monday Nitro und wurde so zum letzten Titelträger in der WCW, welche kurz darauf von der WWF aufgekauft wurde. |
| 57 | Kurt Angle          | 1   | 6    | 24. Juli 2001      | Pittsburgh, PA        | SmackDown               | Gewann als erster die WCW Championship in einer von der WWF produzierten Wrestling-Show. Ausgestrahlt am 26. Juli 2001. |
| 58 | Booker T            | 5   | 20   | 30. Juli 2001      | Philadelphia, PA      | Raw is War              | [ 86 ] |
| 59 | The Rock            | 1   | 63   | 19. August 2001    | San Jose, CA          | SummerSlam              | [ 87 ] [ 88 ] |
| 60 | Chris Jericho       | 1   | 15   | 21. Oktober 2001   | St. Louis, MO         | No Mercy                | |
| 61 | The Rock            | 2   | 34   | 5. November 2001   | Uniondale, NY         | Raw is War              | Bezeichnet als World Championship nach dem Niedergang von The Alliance. |
| 62 | Chris Jericho       | 2   | 0    | 9. Dezember 2001   | San Diego, CA         | Vengeance               | |
| —  | Titel vereinigt     | —   | —    | 9. Dezember 2001   | San Diego, CA         | Vengeance               | Der Titel wurde mit der WWF Championship vereinigt und eingestellt. |

## Regentschaften – absolut

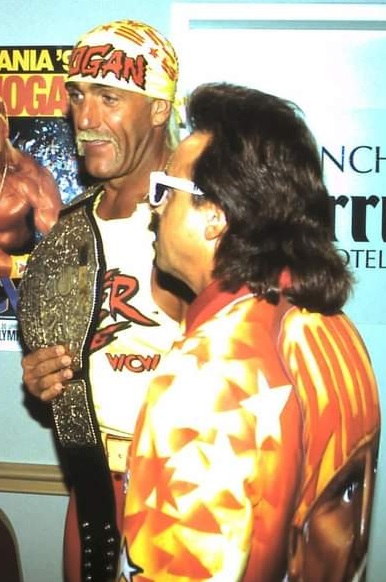
Hulk Hogan hielt den Titel sechsmal für insgesamt 1177 Tage.

| #  | Titelträger         | Nr. | Tage |
| -- | ------------------- | --- | ---- |
| 1  | Hulk Hogan          | 6   | 1177 |
| 2  | Ric Flair           | 8   | 501  |
| 3  | Big Van Vader       | 3   | 377  |
| 4  | Booker T            | 5   | 253  |
| 5  | Sting               | 6   | 250  |
| 6  | Lex Luger           | 2   | 235  |
| 7  | Goldberg            | 1   | 174  |
| 8  | Ron Simmons         | 1   | 150  |
| 9  | Scott Steiner       | 1   | 120  |
| 10 | The Giant           | 2   | 118  |
| 11 | Kevin Nash          | 4   | 97   |
| 12 | The Rock            | 2   | 97   |
| 13 | Sid Vicious         | 2   | 77   |
| 14 | Jeff Jarrett        | 4   | 58   |
| 15 | Bret Hart           | 2   | 56   |
| 16 | Randy Savage        | 4   | 53   |
| 17 | Diamond Dallas Page | 3   | 29   |
| 18 | Chris Jericho       | 2   | 15   |
| 19 | David Arquette      | 1   | 12   |
| 20 | Vince Russo         | 1   | 7    |
| 21 | Kurt Angle          | 1   | 6    |
| 22 | Chris Benoit        | 1   | 1    |